# Ceratinopsis delicata
Ceratinopsis delicata är en spindelart som beskrevs av Chamberlin och Ivie 1939. Ceratinopsis delicata ingår i släktet Ceratinopsis och familjen täckvävarspindlar. Inga underarter finns listade i Catalogue of Life.